# Salem (Indiana)
Salem város az USA Indiana államában. Lakosainak száma 6371 fő (2020. április 1.).

## Népesség
A település népességének változása:

| 2010 | 6 319 |
| 2020 | 6 371 |